# Ditherington Flax Mill
Ditherington Flax Mill (noto anche come Flaxmill Maltings), è un edificio che ospitava un mulino di lino situato a Ditherington, un sobborgo di Shrewsbury, in Inghilterra. 
Edificato nel 1797, è stato il primo edificio costruito con una struttura interna in ferro e come tale è considerato come il primo grattacielo del mondo, venendo descritto come "il nonno dei grattacieli" nonostante sia alto solo come un moderno edificio a cinque piani. La sua importanza è stata riconosciuta ufficialmente nel 1950, con la classificazione della costruzione nel grado I come monumento classificato.